# 十和田観光電鉄ED400形電気機関車

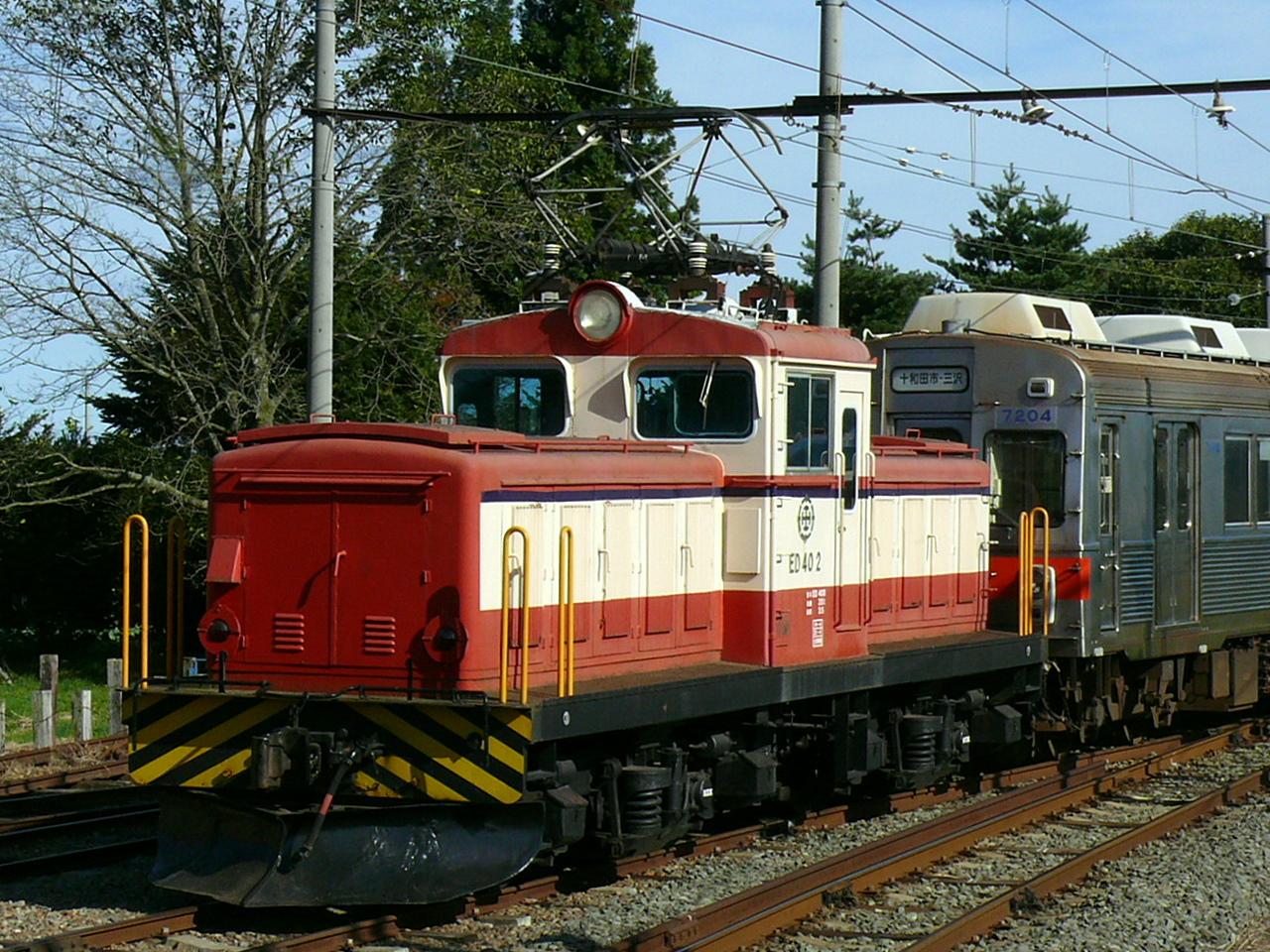
ED402（2009年撮影）

十和田観光電鉄ED400形電気機関車（とわだかんこうでんてつED400がたでんききかんしゃ）は、十和田観光電鉄にかつて在籍していた直流用電気機関車である。

## 概要
1962年、貨物輸送量の増加に伴い川崎車輌でED402の1両が新造された。実際の自重は35tであるが、実質40t級として扱ったことから形式名ED400を付番した。ED402の2は、十和田観光電鉄の2番目の電気機関車であることから。同時期に製造したクハ4406と共通点の多いウィングバネ式台車を使用することから最高速度は60km/hとなっている。
1986年（昭和61年）の十和田観光電鉄の貨物輸送廃止後は、2012年（平成24年）の廃線まで除雪および工事用として運用された。

## 主要諸元
- 全長：10,950mm
- 全幅：2,700mm
- 全高：4,257mm
- 運転整備重量：35.0t
- 電気方式：直流1500V（架空電車線方式）
- 軸配置：B×B
- 主電動機：K7-1203A　90.0kW×4基